# Tapera
Tapera là một đô thị thuộc bang Rio Grande do Sul, Brasil. Đô thị này có diện tích 179,626 km², dân số năm 2007 là 10457 người, mật độ 58,22 người/km².